# Конкольно
Конкольно (пол. Kąkolno) — село в Польщі, у гміні Вонсош Ґуровського повіту Нижньосілезького воєводства.
Населення — 20 осіб (2011).
У 1975-1998 роках село належало до Лешненського воєводства.

## Демографія
Демографічна структура станом на 31 березня 2011 року:
|          | Загалом | Допрацездатний вік | Працездатний вік | Постпрацездатний вік |
| -------- | ------- | ------------------ | ---------------- | -------------------- |
| Чоловіки | 8       | 1                  | 7                | 0                    |
| Жінки    | 12      | 1                  | 7                | 4                    |
| Разом    | 20      | 2                  | 14               | 4                    |